# BY Draconis
BY Draconis é um sistema multiestelar na constelação Draco, composto por pelo menos três componentes. Os componentes A e B formam um sistema de estrelas binárias próximas, com um curto período orbital de 5,98 dias. Esses podem ser objetos pré-sequência principal, que ainda estão no processo de colapsar. Suas classificações espectroscópicas individuais são dK5e e dK7e. Elas formam o protótipo de uma classe de estrelas variáveis conhecida como variáveis BY Draconis.
O terceiro componente (C) é, em comparação, bastante separado do par A-B por uma distância angular de 17 segundos de arco, que corresponde a 260 UA na distância estimada do sistema estelar. O componente C é uma estrela anã vermelha classe M5. Pode haver um quarto componente no sistema, orbitando em um período de 114 dias, mas isto não foi confirmado visualmente.
A variabilidade de BY Draconis é causada pela atividade na fotosfera estelar chamada mancha estelar (comparável com as manchas solares no Sol), em combinação com uma rotação rápida, que modifica o ângulo de visão da atividade em relação ao observador. Esta variação tem periodicidade média de 3,8285 dias, mas o brilho também muda no curso de diversos anos – dependendo do nível da atividade superficial. A maioria dos observadores acredita que a estrela principal (A) seja responsável pela variabilidade, já que a secundária produz apenas um terço da luminosidade total do sistema. Entretanto, as manchas podem ocorrer em ambas as estrelas. Diferentemente do Sol, as manchas podem ocorrer nas regiões polares das estrelas.